# Баракова (деревня)
Баракова — деревня в Кунашакском районе Челябинской области России. Административный центр Халитовского сельского поселения.

## География
Расположена в северо-восточной части района, на берегу озера Айдыкуль. Расстояние до районного центра села Кунашак 36 км.

### Уличная сеть
- Береговая улица
- Клубный переулок
- Молодёжная улица
- Новая улица
- Центральная улица

## История
Деревня основана в конце XVIII века. На карте Исетской провинции от 1742 года этом месте указаны башкирские юрты.

## Население
| 2002 | 2010 |
| ---- | ---- |
| 283  | ↘263 |

### Историческая численность населения
в 1970—337, в 1995—268 человек.

## Инфраструктура
Личное подсобное хозяйство с зоной сельскохозяйственного использования, индивидуальная застройка усадебного типа.

## Транспорт
Деревня доступна автотранспортом. Остановка общественного транспорта «Баракова». Автобусное сообщение с райцентром селом Кунашак
Просёлочные дороги.